# Phare de Langara
Pour les articles homonymes, voir Langara.
Le phare de Langara est un phare situé à l'extrême nord-ouest des îles de la Reine-Charlotte et plus précisément sur Langara Island (en), dans le district régional de Skeena-Queen Charlotte (province de la Colombie-Britannique), au Canada. C'est l'un des deux seuls phares de cet archipel avec le phare de Cape St. James à l'extrême sud.
Ce phare est géré par la Garde côtière canadienne .
Ce phare patrimonial est protégée en vertu de la Loi sur la protection des phares patrimoniaux en date du 12 février 2015.

## Histoire
Le phare est situé sur la petite île de Langara, au nord-ouest de l'archipel d'Haida Gwaii qui est séparé du continent par le détroit d'Hecate. L'archipel est essentiellement peuplé par des amérindiens, les Haïdas et une grande partie est érigée en réserve de parc national et site du patrimoine haïda Gwaii Haanas.
Pendant la Seconde Guerre mondiale, le phare a été peint en vert de camouflage et une station de radar a été construite ici pour surveiller le Pacifique Nord.

## Description
Ce phare est une tour en béton hexagonale blanche, surmontée d'une galerie et d'une lanterne peintes en rouge. En 1913, à sa construction, il fut équipé d'une Lentille de Fresnel de 1er ordre fabriquée en Angleterre par Chance Brothers (en). C'est le plus grand type de lentille de phare et cet objectif est encore en fonctionnement dans le phare de Langara. Il émet, à une hauteur focale de 45 m, un éclat blanc toutes les 5 secondes. Sa portée nominale est de 8 milles nautiques (environ 15 km).
Ce phare, encore habité, n'est accessible qu'en hélicoptère. Des excursions y sont possibles avec un survol des terres environnantes et une visite du phare avec les gardiens.
Identifiant : ARLHS :CAN-269 - Amirauté : G-5856 - NGA : 11376 - GCC : 0807 .

## Caractéristique dufeu maritime
Fréquence : 5 secondes (W)
- Lumière : 1 seconde
- Obscurité : 4 secondes

### Lien connexe
- Liste des phares de la Colombie-Britannique